# Patricia Kopatjinskaja
Patricia Kopatjinskaja, född 1977 i Chișinău, är en moldavisk-österrikisk klassisk violinist.
1989 flyttade hennes familj från dåvarande Moldaviska SSR till Österrike. Som sjuttonåring började hon studera vid Universität für Musik und darstellende Kunst Wien.
Kopatjinskaja har spelat med ett stort antal betydelsefulla europeiska orkestrar. Bland annat Saint Paul Chamber Orchestra.